# Vallereuil
 Vallereuil  es una población y comuna francesa, situada en la región de Aquitania, departamento de Dordoña, en el distrito de Périgueux y cantón de Neuvic (Dordoña).

## Demografía
| 261 | 248 | 258 | 252 | 232 | 273 |
| Para los censos de 1962 a 1999 la población legal corresponde a la población sin duplicidades (Fuente: INSEE [Consultar]) |     |     |     |     |     |